# 第13突擊隊
第13突擊隊（希伯來語：‎）是以色列海軍所屬的特種部隊，它是以色列國防軍的其中一個主要特戰單位。該部隊專門從事由海上到陸地的滲透行動、反恐、破壞行動、海上情報蒐集、海上人質救援以及登陸作戰。從成立至今，第13突擊隊幾乎在每一場以色列參與過的戰爭中擔任著重要角色（以色列國防軍是在二次大戰後戰鬥經驗最豐富的武裝部隊），並是以色列國防軍中最神秘的部隊之一。因此，任何涉及到該單位的行動及人員身份等均是屬於高度機密。第13突擊隊亦被認為是世界上最精銳的其中一支特種部隊，更會經常拿來跟美國海豹突擊隊及英國特別舟艇隊作比較。與其他以色列特戰單位不同的是，第13突擊隊只會從36個月強制兵役中的士兵裡挑選人員，而志願人士則必須同意服役至少4年半（比起正常兵役還要多18個月）。

## 歷史

### 成立
第13突擊隊是一支由以色列海軍軍官约海·本·努恩於1949年成立的特種部隊。在以色列國防軍成立初年，軍方高層們都對成立一個這樣的專門單位有著不同的意見，因此第13突擊隊隨即便遇上規模和預算上的限制。直至該部隊在多次實戰中表現出眾才逐漸受到軍方的肯定。第13突擊隊於1960年首次向公眾露面，在此同時，隊員先前所廣泛佩帶的以色列海軍徽章亦被替換為現在的蝙蝠翼徽章。

## 組織
第13突擊隊是由3個專門小隊規模的單位組成:

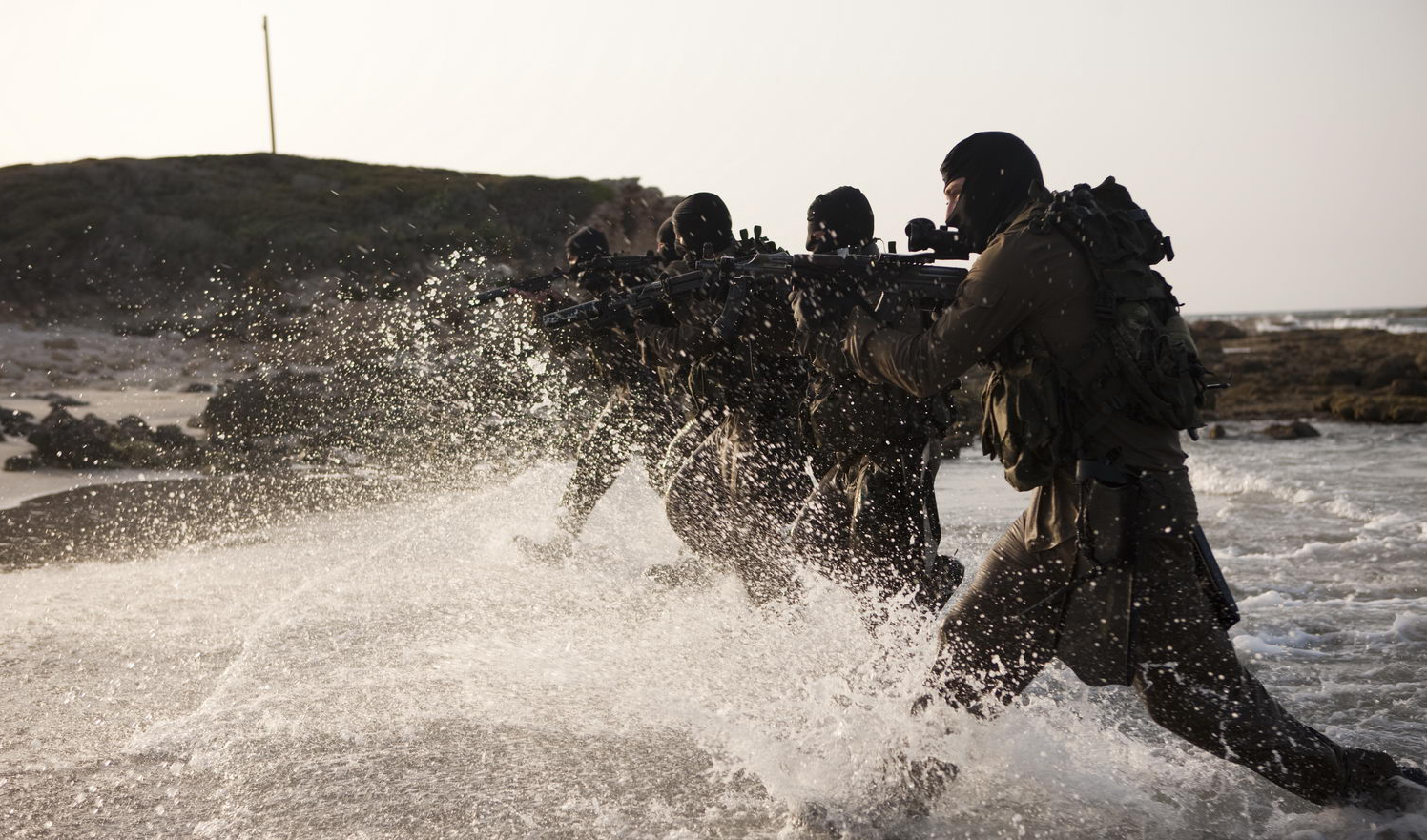
第13突擊隊訓練的情況

- 突擊小隊: 從事特種偵察和在陸地上的直接行動任務，海上反恐和人質救援。
- 水底分隊: 從事水下攻擊和破壞活動、海道（海灘）偵察，及灘頭偵察和安全。
- 水上分隊: 從事地面攻擊，為前往／位於目標地區在的單位進行海上運輸。[5][6]

## 訓練
第13突擊隊的訓練長達20個月，並被認為是以色列國防軍中最艱苦的課程之一。其培訓階段包括：
- 選拔階段：專門為部隊挑選人員的選拔營每年會舉行兩次。在過程當中，學員將會接受一連串具有挑戰性的身心測試。而在場的醫生和心理學家則會在旁邊協助學員，以減少因測試所致的倦怠和對身體的傷害。這一階段相當重視學員的心理韌性，並考驗著他們抵抗壓力和克服恐懼的能力。

- 與「納哈爾旅（英语：Nahal Brigade）」一起進行為期6個月的基礎和進階步兵訓練。[7]

- 準備階段：這個階段將持續3個月，當中包括高級的步兵和武器訓練、跳傘訓練、海上作戰的基本要素、小型船隻的操作、持久游泳、強制行軍，以及爆破等。

- 4個星期的高級潛水戰鬥培訓：在這個過程中，學員將學習潛水作戰的基本知識，以及如何在寒冷、黑暗和污水等環境下作出應對，還有在高度危險的水底下生存的方法。

- 專項階段：這一階段的訓練持續大約為期1年，當中包括在閉路系統監視下的高級潛水技術培訓、水下爆破、以及通過駕駛船隻、潛艇、潛水及跳傘等方式從海上滲透到陸地。這個階段亦包括一個在以色列國防軍反恐學校進行的為期3週的課程，期間學員會學習到海上的反恐作戰技巧，如：登上船隻、石油平台和靠近海岸的建築物等。在這階段中戰士們都是根據自己的能力和個人興趣而被分為3個專業單位，並為他們在日後可能會涉足到的領域作出培訓。

在培訓當中，學員們亦會廣泛地學習以色列搏擊防身術。
此外，第13突擊隊也會定期跟外國特種部隊（如：美國海軍海豹突擊隊）進行聯合演練。

## 已知裝備

### 個人武器

#### 突擊步槍
| 武器名稱     | 原產地 | 備註                                                                                         | 參考來源 |
| ------------ | ------ | -------------------------------------------------------------------------------------------- | -------- |
| M4A1         | 美国   | -                                                                                            | [ 8 ]    |
| CAR-15       | 美国   | 多種型號                                                                                     | -        |
| AK系列       | 苏联   | 大量從敵軍手上繳獲，現作為主力步槍的地位已被CAR-15和M4A1等槍械取代，不過仍用於訓練及隱蔽行動 | -        |
| AKS-74U      | 苏联   | -                                                                                            | -        |
| IMI CTAR-21  | 以色列 | -                                                                                            | -        |
| IWI塔沃爾X95 | 以色列 | -                                                                                            | -        |
| SIG MCX      | 美国   | -                                                                                            | -        |

#### 衝鋒槍
| 武器名稱    | 原產地 | 備註 | 參考來源 |
| ----------- | ------ | ---- | -------- |
| IMI微型烏茲 | 以色列 | -    | -        |

#### 狙擊步槍
| 武器名稱        | 原產地 | 備註 | 參考來源 |
| --------------- | ------ | ---- | -------- |
| IMI加利爾狙擊型 | 以色列 | -    | -        |
| KAC SR-25       | 美国   | -    | -        |
| M24 SWS         | 美国   | -    | -        |

#### 輕機槍
| 武器名稱  | 原產地 | 備註 | 參考來源 |
| --------- | ------ | ---- | -------- |
| IMI內蓋夫 | 以色列 | -    | [ 8 ]    |

#### 手槍
| 武器名稱 | 原產地 | 備註 | 參考來源 |
| -------- | ------ | ---- | -------- |
| 克拉克17 | 奥地利 | -    | -        |
| 克拉克19 | 奥地利 | -    | -        |

#### 霰彈槍
| 武器名稱  | 原產地 | 備註         | 參考來源 |
| --------- | ------ | ------------ | -------- |
| 雷明登870 | 美国   | 主要用作破門 | -        |
| 伯奈利M4  | 義大利 | -            | -        |

#### 榴彈發射器
| 武器名稱 | 原產地 | 備註             | 參考來源 |
| -------- | ------ | ---------------- | -------- |
| M203     | 美国   | 下掛於M4A1護木下 | [ 8 ]    |

### 個人裝備
- 作戰服
  -  以色列國防軍棕色軍服
  - 軍綠色作戰服
- 戰鬥頭盔
  -  Ops-Core FAST XP High Cut
  -  Ops-Core FAST Bump
- 抗噪耳機
  -  3M Peltor Comtac XPI
  -  TEA Hi-Threat
- 攜板背心
  -  Agilite K19
- 夜視儀
  -  AN/PVS-15
- 無線電
- 各種手榴彈
- 帽貝地雷（英语：Limpet mine）[8]
- 潛水器材

### 其他裝備
- 橡皮艇[8]

## 另見
- 總參謀部偵察部隊
- 登山部隊
- 海豹部隊
- 美國海軍特種作戰開發組
- 特別舟艇隊
- 大韓民國海軍特戰戰團

## 外部連結
- IDF navy draft promotion video in YouTube （页面存档备份，存于）.
- Shayetet 13 detailed unit profile from isayeret.com.